# Margaret Maughan
Margaret Maughan (19 giugno 1928 – 20 maggio 2020) è stata un'arciera e nuotatrice britannica. È stata la prima britannica a vincere una medaglia d'oro paralimpica. Inoltre, ha preso parte a cinque diverse edizioni dei Giochi paralimpici.

## Biografia
Maughan era originaria del Lancashire, in Inghilterra, e faceva parte di una famiglia di quattro figli. Suo padre era un minatore. Margaret Maughan lavorava come insegnante di scienze. Nel 1959, restò coinvolta in un incidente stradale mentre si trovava in Nyasaland, che la lasciò paralizzata. Dopo essere rimasta due mesi in un ospedale del Nyasaland, tornò in Gran Bretagna dove venne ospedalizzata a Stoke Mandeville, nella struttura in cui lavorava il neurologo Ludwig Guttmann, pioniere dell'uso dello sport nella terapia. In ospedale, Maughan si unì al club di tiro con l'arco e cominciò a praticare questa disciplina. Maughan affermò che il tiro con l'arco l'aiutava a tenersi in equilibrio sulla sedia a rotelle. Nel 1960, partecipò ai Giochi Nazionali in carrozzina.
Sebbene fosse un'insegnante qualificata, Maughan fece fatica a trovare un impiego perché si riteneva che una donna sulla sedia a rotelle non potesse gestire una classe di alunni. Prima dell'incidente, Maughan non si considerava una sportiva.

### Carriera sportiva
Maughan fu selezionata per partecipare ai noni Giochi di Stoke Mandeville, in seguito conosciuti come i I Giochi paralimpici estivi di Roma 1960. Disputò un'unica gara nel tiro con l'arco, la Columbia, dove vinse la medaglia d'oro. A causa della disorganizzazione nei punteggi in questi Giochi, la medaglia le venne consegnata da un allenatore al villaggio olimpico. Maughan partecipò anche in una gara di nuoto, i 50 metri dorso completi classe 5. Essendo l'unica partecipante, le bastò completare la gara con il tempo di 1:49.2 per vincere la medaglia d'oro.
L'accessibilità della sedia a rotelle nel trasporto e nell'alloggio non fu una considerazione importante all'epoca e Maughan in seguito raccontò che lei e i suoi compagni di squadra britannici furono trasferiti sull'aereo per Roma con i carrelli elevatori. Una volta ai Giochi, dovettero essere chiamati i soldati dell'esercito italiano per portarli su e giù per le scale fino alle residenze degli atleti. Alla sua cerimonia di premiazione del tiro con l'arco, il podio conteneva rampe per consentire agli atleti di raggiungere i podi. Tornando a casa dai Giochi, Maughan e la sua sedia a rotelle dovettero viaggiare nel furgone della guardia sul treno per tornare a Preston.
Maughan non prese parte ai Giochi del 1964, ma tornò per le Paralimpiadi del 1968 a Tel Aviv. Partecipò a due eventi di tiro con l'arco: l'open albion e l'open FITA. Con i punteggi di 571 e 1534, si classificò rispettivamente quarta e quinta.
Ai Giochi del 1972 a Heidelberg, Maughan gareggiò di nuovo nella prova FITA open, finendo sesta con un punteggio di 1699. Partecipò anche al tiro del dardo, con una compagna di squadra il cui nome è registrato come M. Cooper, nella gara femminile di coppia. Le due britanniche vinsero la medaglia d'oro, davanti a Francia e Norvegia.
Alle Paralimpiadi estive del 1976 di Toronto, Maughan si distinse ancora una volta. La britannica e la Cooper ottennero la medaglia d'argento nella gara di coppia femminile del tiro del dardo, dietro agli Stati Uniti e davanti al Sudafrica. Nel tiro con l'arco, nel round metrico avanzato femminile open, arrivò quinta con un punteggio di 568. Partecipò anche a due eventi di bowls, arrivando quarta nel singolare femminile wh – l'oro fu conquistato dalla sudafricana Margaret Harriman – mentre nella gara di coppia, assieme alla compagna Irene Nowak, ottenne la medaglia d'argento, dietro il Sudafrica e davanti ad un'altra coppia britannica. Alla fine degli anni '70, Maughan partecipò ai Giochi del Commonwealth per i paralizzati, vincendo diverse medaglie.
Alle Paralimpiadi estive del 1980, per la sua quinta e ultima apparizione ai Giochi Paralimpici, Maughan gareggiò solo nelle bowls. Nel singolare femminile 2-5, fu battuta sia dalla tedesca Swanepoel che dalla connazionale Thompson, finendo quarta e ultima. Nella gara di coppia femminile 2-5, assieme a Thompson vinse la sua ultima medaglia d'oro, battendo una coppia maltese e una coppia britannica.

### Ritiro e morte
Dopo il ritiro dall'attività agonistica, Maughan divenne allenatrice sportiva all'interno dello Stoke Mandeville club. Fu l'ultima tedofora che portò la torcia paralimpica alla cerimonia d'apertura dei Giochi paralimpici di Londra 2012.
Maughan morì il 20 maggio 2020 all'età di 91 anni. Dopo la sua morte, Nick Webborn, presidente dell'Associazione paralimpica britannica, affermò che "sebbene la sua scomparsa sia estremamente triste, il fatto che sia vissuta fino all'età di 91 anni è testimonianza del lavoro di Sir Ludwig Guttman che ha trasformato la cura delle persone con lesioni al midollo spinale e che, attraverso lo sport, le persone con disabilità possono vivere una vita ricca e appagante".

## Palmarès
| Anno | Manifestazione     | Sede       | Evento                            | Risultato | Prestazione | Note |
| ---- | ------------------ | ---------- | --------------------------------- | --------- | ----------- | ---- |
| 1960 | Giochi paralimpici | Roma       | Tiro con l'arco - Columbia        | Oro       | 484 punti   |      |
| 1960 | Giochi paralimpici | Roma       | Nuoto - 50 m dorso completo 5     | Oro       | 1:49.2      |      |
| 1972 | Giochi paralimpici | Heidelberg | Tiro del dardo - Coppia femminile | Oro       |             |      |
| 1976 | Giochi paralimpici | Toronto    | Tiro del dardo - Coppia femminile | Argento   |             |      |
| 1976 | Giochi paralimpici | Toronto    | Bowls - Coppia femminile wh / 2-5 | Argento   |             |      |
| 1980 | Giochi paralimpici | Arnhem     | Bowls - Coppia femminile 2-5      | Oro       |             |      |